# Sainte-Catherine (Québec)
Pour les articles homonymes, voir Sainte-Catherine.
Sainte-Catherine  est une ville située dans la banlieue de Montréal dans la municipalité régionale de comté de Roussillon au Québec (Canada). Elle est située dans la région administrative de la Montérégie et fait partie de la municipalité régionale de comté de Roussillon. En 2017, la ville compte approximativement 17 000 habitants.

## Toponymie
Elle est nommée en hommage à Kateri Tekakwitha.

## Histoire
Territoire occupé depuis plus de trois siècles, depuis la fondation de la mission des Iroquois en 1676, ce n'est qu'en 1937 que l'édification de la municipalité de la paroisse de Sainte-Catherine de Laprairie marque vraiment le fondement d'une organisation territoriale. En 1973, à la suite d'une explosion démographique, la paroisse obtient finalement le statut de ville et devient la Ville de Sainte-Catherine. En 1962, une tornade fit quelques dégâts. Des témoins racontent qu'une maison se serait envolée et plusieurs installations endommagées. Les dégâts ont été évalués à un million de dollars. En 1996, d'importantes précipitations firent monter le niveau de l'eau et provoquèrent des inondations. La rivière du Portage, ou rivière Saint-Régis a débordé. 97 maisons furent évacuées dans la ville de Sainte-Catherine seulement. La ville fut également durement touchée par la crise de verglas de 1998.

## Géographie
La ville de Sainte-Catherine est située sur la rive sud du fleuve Saint-Laurent, proche des rapides de Lachine dont elle est séparée par l'île du Seigneur depuis la fin des années 1950, époque de la construction du canal de la Rive Sud sur la voie maritime du Saint-Laurent, avec les deux écluses de Saint-Lambert et de Côte-Sainte-Catherine, afin de permettre le passage des navires entre le port de Montréal et le lac Saint-Louis. La ville est traversée par la rivière Saint-Régis du sud-est vers le nord-ouest jusqu'à son embouchure sur le canal.
La rivière Saint-Pierre en travers la limite sud pour confluer sur la rive droite de la rivière Saint-Régis.

## Démographie
| 1991  | 1996   | 2001   | 2006   | 2011   | 2016   | 2021   |
| ----- | ------ | ------ | ------ | ------ | ------ | ------ |
| 9 805 | 13 724 | 15 953 | 16 211 | 16 762 | 17 047 | 17 347 |

## Administration
Les élections municipales se font en bloc et suivant un découpage de six districts.
| Sainte-Catherine Maires depuis 2002                                                                                  |                | |          |
| Élection | Maire          | Qualité | Résultat |
| 2002 | Jocelyne Bates | Mairesse depuis 1994 Conseillère municipale (1990-1994) Préfète MRC Roussillon (2002-2008) Candidate libérale dans Sanguinet en 2012 | Voir     |
| 2005 | Jocelyne Bates | Mairesse depuis 1994 Conseillère municipale (1990-1994) Préfète MRC Roussillon (2002-2008) Candidate libérale dans Sanguinet en 2012 | Voir     |
| 2009 | Jocelyne Bates | Mairesse depuis 1994 Conseillère municipale (1990-1994) Préfète MRC Roussillon (2002-2008) Candidate libérale dans Sanguinet en 2012 | Voir     |
| 2013 | Jocelyne Bates | Mairesse depuis 1994 Conseillère municipale (1990-1994) Préfète MRC Roussillon (2002-2008) Candidate libérale dans Sanguinet en 2012 | Voir     |
| 2017 | Jocelyne Bates | Mairesse depuis 1994 Conseillère municipale (1990-1994) Préfète MRC Roussillon (2002-2008) Candidate libérale dans Sanguinet en 2012 | Voir     |
| 2021 | Jocelyne Bates | Mairesse depuis 1994 Conseillère municipale (1990-1994) Préfète MRC Roussillon (2002-2008) Candidate libérale dans Sanguinet en 2012 | Voir     |
| Élection partielle en italique Depuis 2005, les élections sont simultanées dans toutes les municipalités québécoises |                | |          |

## Développement économique
En 1934, l'inauguration du pont Honoré-Mercier, qui relie Kahnawake, un territoire amérindien qui délimite le côté Ouest de la ville, et Châteauguay au Sud de l'île de Montréal a grandement stimulé l'économie. Une trentaine d'années plus tard, l'ouverture du pont Champlain a aussi grandement aidé à l'économie régionale. En outre, la construction de l'écluse de la Voie maritime du Saint-Laurent qui passe par Sainte-Catherine, nommée Écluse Côte-Sainte-Catherine, à la fin des années 1950, a aussi fait faire à cette petite municipalité un très grand bond sur le plan du développement socio-économique. Une importante zone commerciale est aussi située le long de la Route 132.

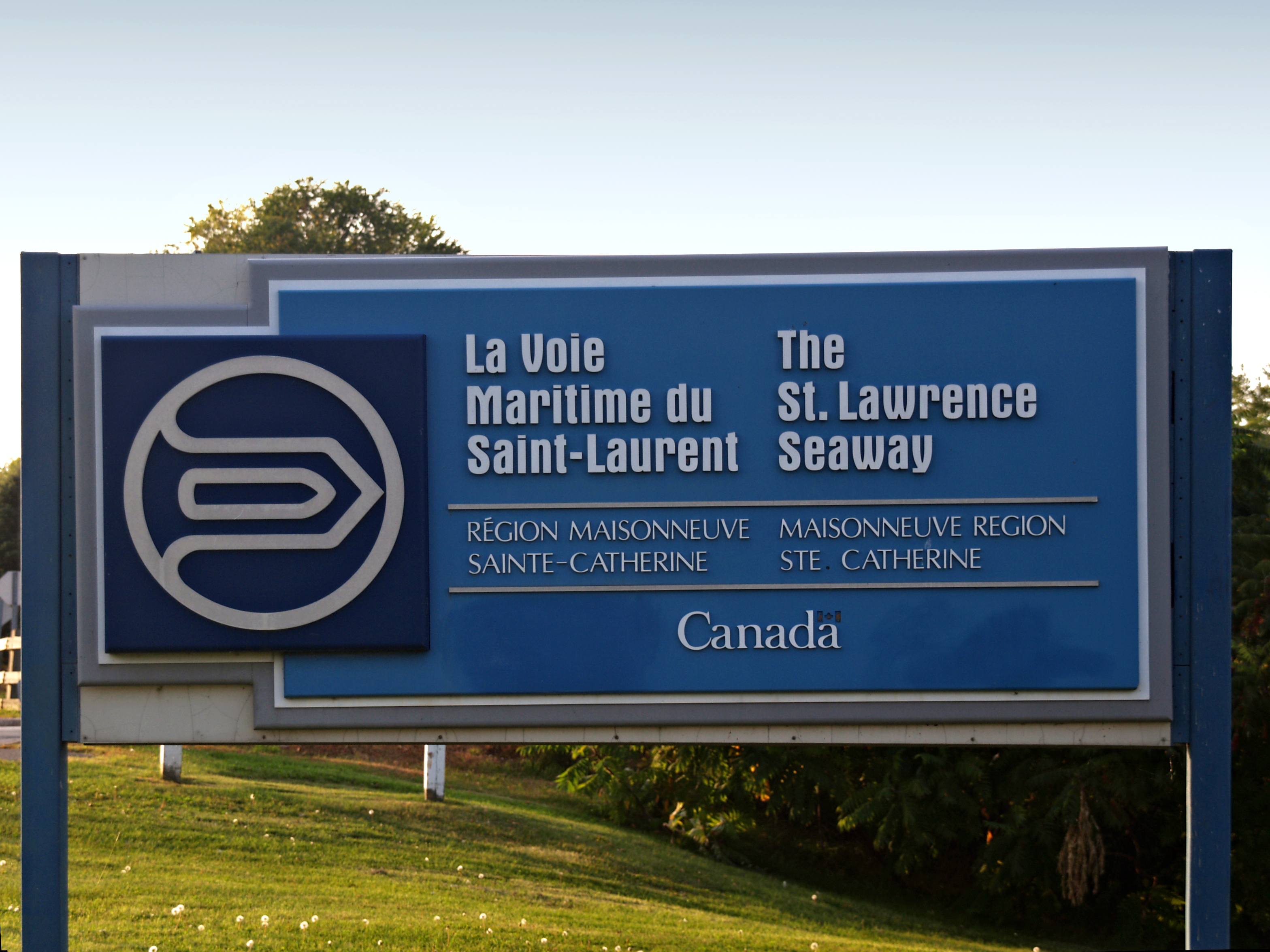
Voie maritime du Saint-Laurent
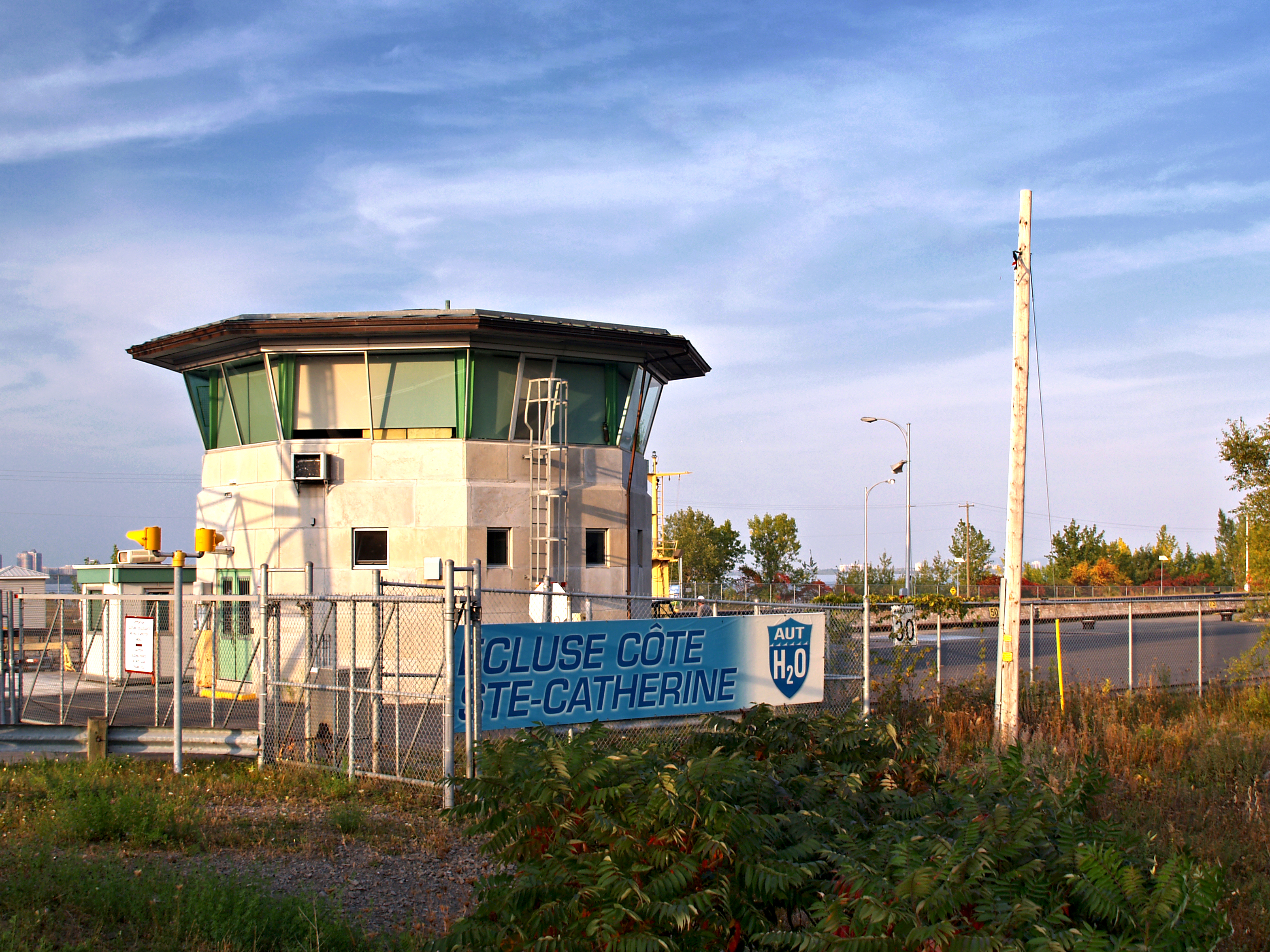
Écluse Côte Sainte-Catherine
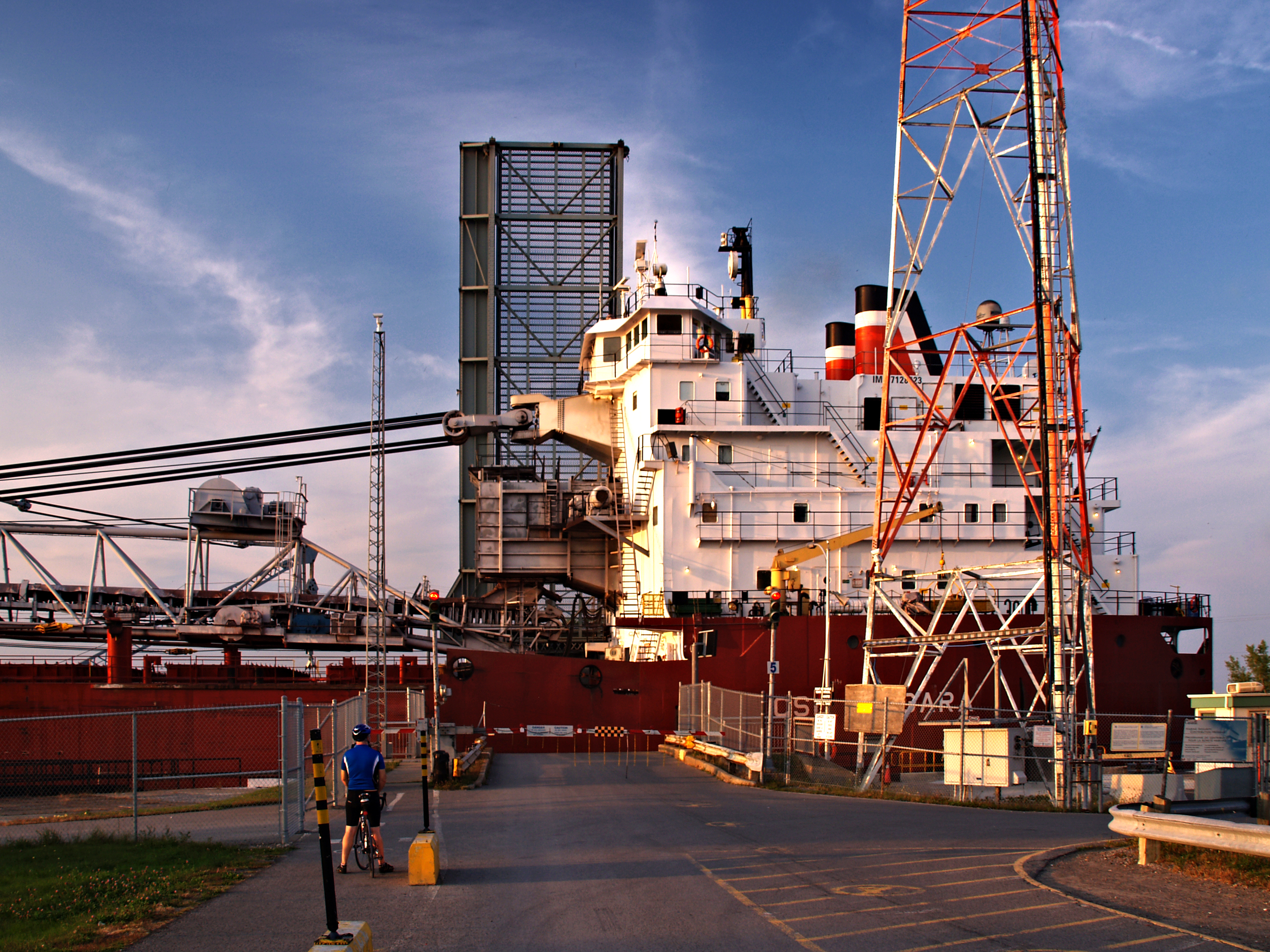
Vraquier CSL Niagara sortant du sas
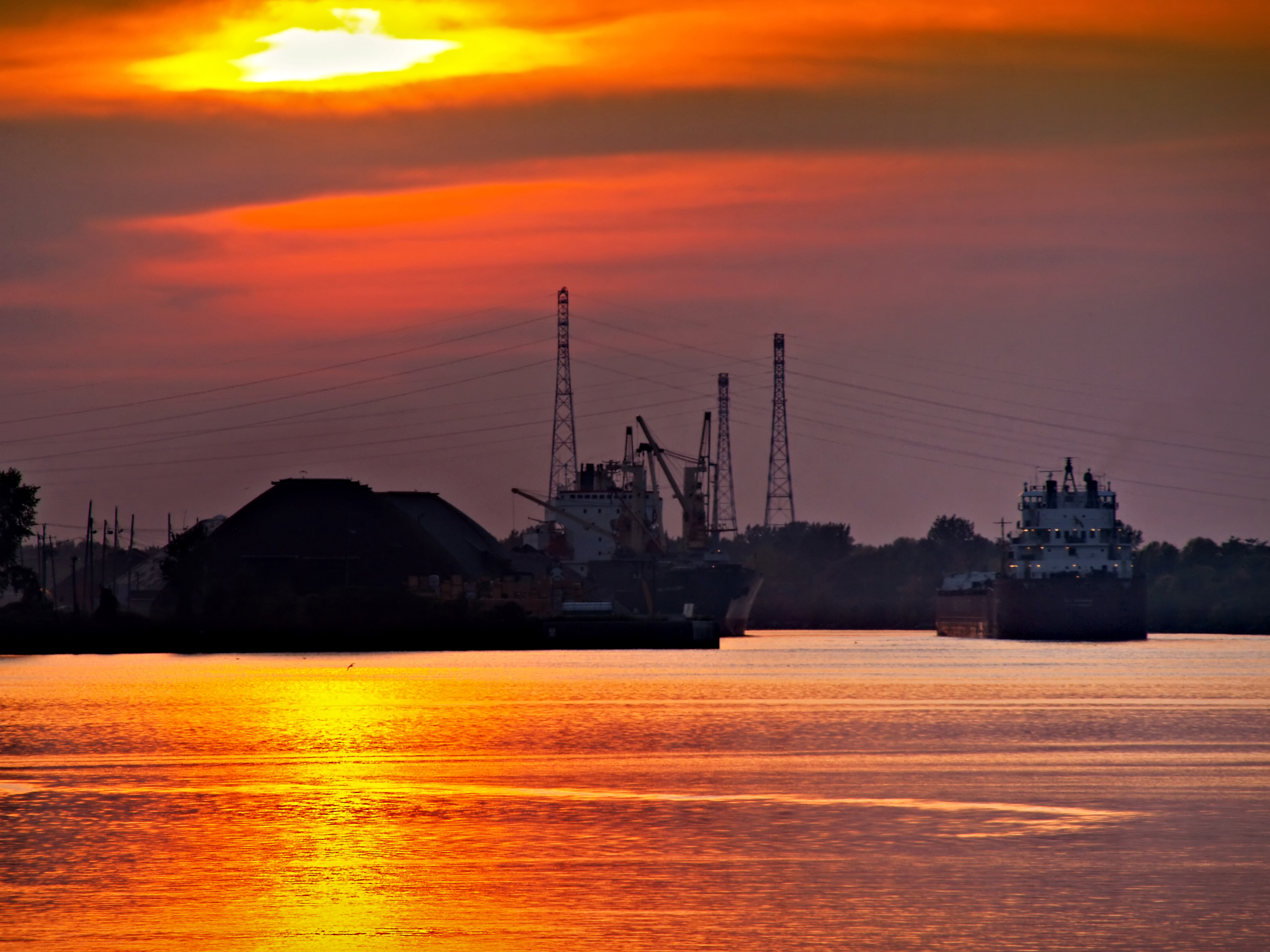
Port de Côte-Sainte-Catherine

## Attractions
Une des plus grandes attractions touristiques de la ville est le Récré-O-Parc, un refuge d'oiseaux migrateurs aménagé sur l'île du Seigneur pour les randonnées à pieds ou à vélo en bordure des rapides de Lachine. C'est aussi un endroit privilégié pour les pique-niques, la pêche ou les sports de plage.
Le Récré-O-Parc présente aussi une plage fermée où les visiteurs peuvent se baigner et se faire bronzer, tout en profitant de l'ambiance et de la diversité faunique.

## Personnalités
- Guillaume Latendresse, ancien joueur professionnel de hockey sur glace, est né à Sainte-Catherine en 1987.
- Alain Therrien, député du Parti québécois pour la circonscription de Sanguinet.
- Karine Sergerie, taekwondoïste médaillée d'argent aux Jeux olympiques de 2008, est aussi née à Sainte-Catherine.
- Carl Ouellet, lutteur connu pour son travail à la World Wrestling Federation.